# Greetje de Vries-Leggedoor
Grietje (Greetje) de Vries-Leggedoor (Ter Apelkanaal, 30 juni 1955) is een Nederlands politicus.

## Biografie
De Vries-Leggedoor was sinds 12 juni 2007 lid van de CDA-fractie in de Eerste Kamer. Zij was tevens lid van het dagelijks bestuur van een waterschap. Eerder was De Vries lid van Gedeputeerde Staten van Drenthe. In de Eerste Kamer houdt zij zich onder meer bezig met verkeer en waterstaat, volkshuisvesting en welzijn. Tevens is zij fractiesecretaris.
In 2011 is De Vries wederom verkiesbaar voor een nieuwe periode in de Eerste Kamer, achter lijsttrekker Elco Brinkman. Ze zou tot midden 2019 Eerste Kamerlid blijven.
In oktober 2017 werd ze door de commissaris van de Koning van Groningen benoemd tot waarnemend burgemeester van Zuidhorn. Op 1 januari 2019 ging die gemeente op in de fusiegemeente Westerkwartier waarmee haar functie kwam te vervallen.
- Parlement.com: vhjogfpxayzt